# Almtuna IS
Der Almtuna IS ist ein schwedischer Eishockeyverein aus Uppsala, der seit 2003 in der zweithöchsten schwedischen Profiliga, der HockeyAllsvenskan spielt. Das Team spielte nur in der Saison 1962/63 in der höchsten Spielklasse Schwedens. Seine Heimspiele trägt der Club in der 2800 Zuschauer fassenden Upplands Bilforum Arena aus.

## Geschichte

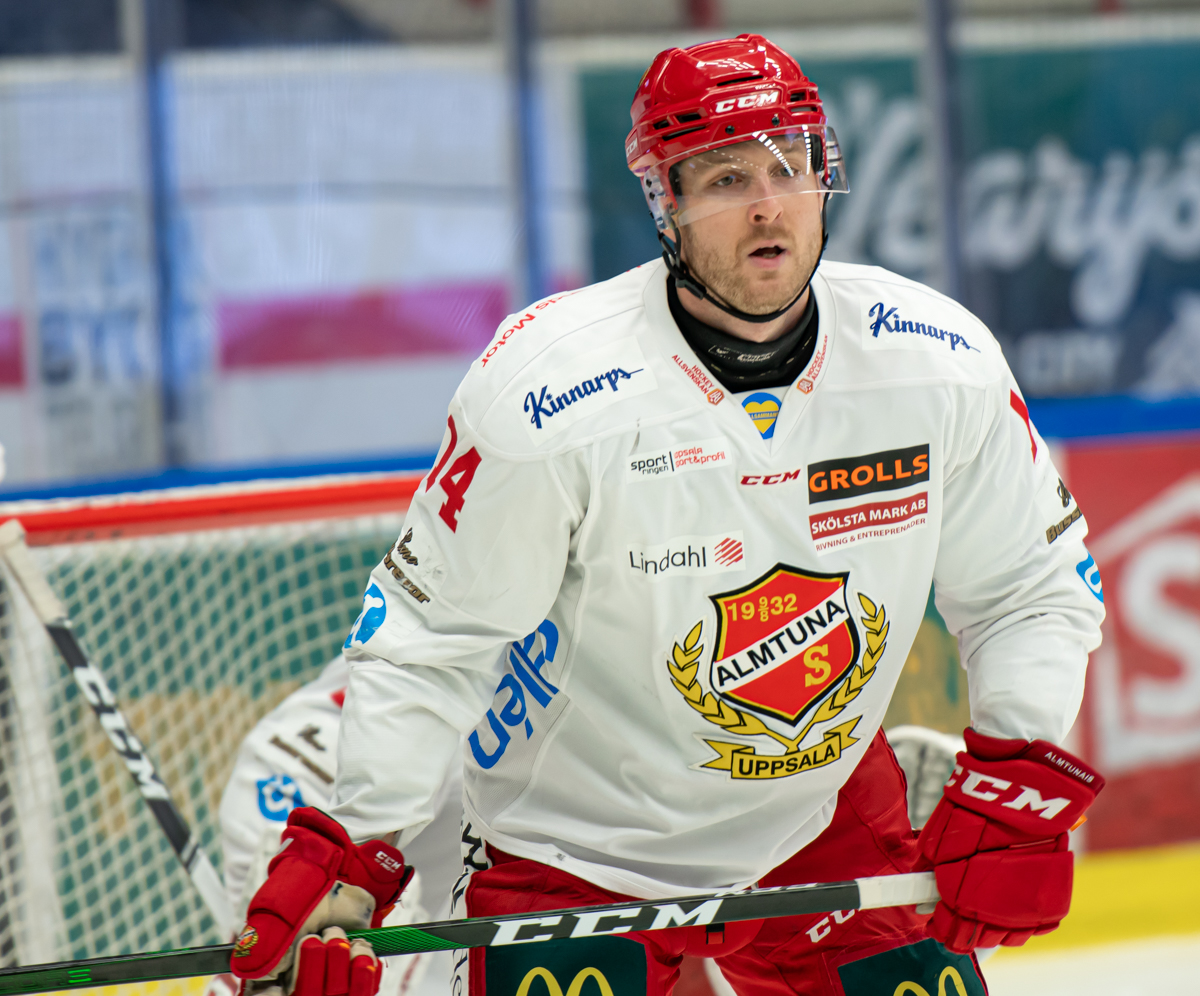
Spieler des Clubs im Oktober 2021

Der Almtuna IS wurde am 9. August 1932 gegründet und betrieb zunächst die Sektionen Fußball, Bandy und Tischtennis. Eishockey wurde 1947 in das Angebot des Vereins aufgenommen. In den 1980er Jahren entwickelte sich der Verein zu einem reinen Eishockeyklub. Der größte Erfolg der Vereinsgeschichte war die Saison 1962/63, als die erste Mannschaft des Vereins an der höchsten Spielklasse Schwedens, der heutigen Elitserien, teilnahm. Allerdings stieg der Verein am Ende der Saison wieder ab, als man in der Abstiegsrunde nur aufgrund des schlechteren Torverhältnisses den Klassenerhalt verpasste. 1987 wurde der Verein in Uppsala/AIS umbenannt, doch seit der Jahreshauptversammlung 2000 heißt er wieder Almtuna IS.  
Almtuna gehörte 1989/90, 1991/92 und 2001/02 der Allsvenskan an. 2003 gelang der Wiederaufstieg in diese zweite Spielklasse, wo sich der Verein seither hält.

## Nachwuchsmannschaften
Neben der ersten Mannschaft setzt der Verein seit vielen Jahren auf die Nachwuchsförderung und betreibt dafür eine Eishockeyschule. So erreichte das U14-Juniorenteam 2000/01 das Finale der Landesmeisterschaft gegen MoDo Hockey, verlor diese aber. Das U20-Team des Vereins gehörte in der Spielzeit 2004/05 der Superelit – J20 an, der höchsten Spielklasse der U20. Im Laufe der Jahre gab es viele Spieler, die ihre Karriere in Almtuna begannen später in der Elitserien spielten. Dazu gehören unter anderem Jonas Almtorp (MODO Hockey), Robert Carlsson, Markus Matthiasson (beide Timrå IK), Nicklas Danielsson (Brynäs IF),  Andreas Pihl (Linköpings HC), Johannes Salmonsson (Djurgårdens IF) und Mikael Wahlberg (Malmö Redhawks). In der Spielzeit 1996/97 stellte der Almtuna IS zehn Spieler der Junioren-Nationalmannschaft.
Neben den Nachwuchsmannschaften aller Altersklassen betreibt der Verein auch eine Frauenmannschaft.

## Bekannte ehemalige Spieler

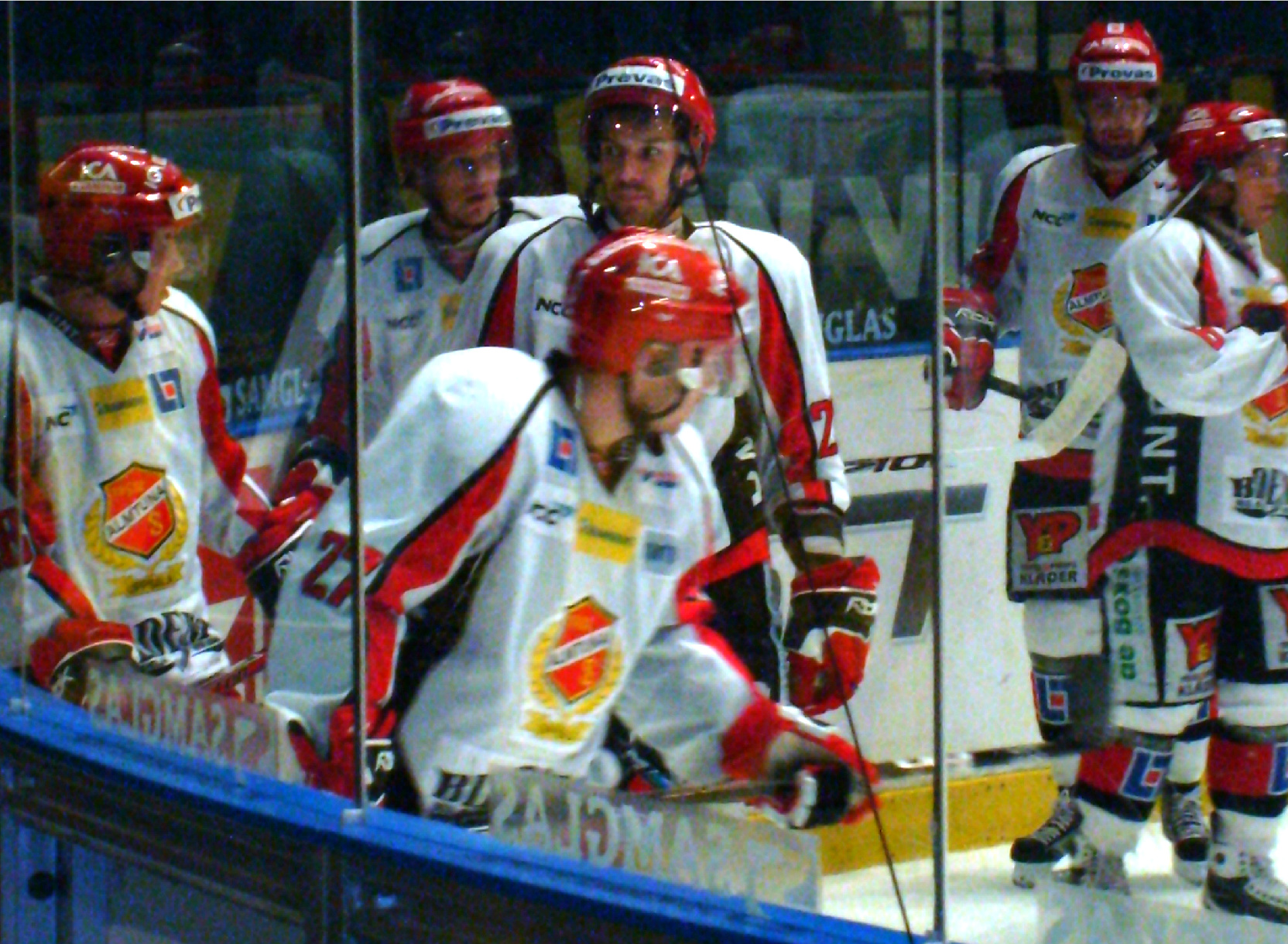
Spieler des Almtuna IS, Oktober 2008

- Arne Carlsson
- Hans Tvilling
- Stig Tvilling
- Marcus Ragnarsson
- Petter Rönnquist
- Stig Andersson
- Jonathan Ericsson
- Anders Bastiansen

## Heimspielstätte
Die Heimspiele des Almtuna IS werden seit 1974 in der Upplands Bilforum Arena ausgetragen, die drei Eisflächen umfasst. Die A-hallen bietet Platz für bis zu 2800 Zuschauer, während die B-hallen und C-hallen vorrangig als Trainingshalle genutzt werden und 350 bzw. 250 Zuschauer fassen.